# Tornado F6 - La furia del vento
Tornado F6 - La furia del vento (F6 Twister) è un film del 2012 diretto da Peter Sullivan.

## Trama
Ethan Walker, meteorologo e professore di università, viene svegliato in piena notte da un tornado e viene convocato con urgenza per fare il punto della situazione, la moglie Addison essendo una giornalista viene chiamata per fare un servizio proprio sul tornado.